# Cartoon Network (Taiwán)
Cartoon Network Taiwán (en chino 卡通频道) es una cadena de televisión por suscripción de origen estadounidense, variante regional del canal original, propiedad de WarnerMedia y operado por la compañía Turner'

## Programación
transmite casi todos lo programas de CN aunque también transmite animes como Dragon Ball Super

## Anime
"Mermaid Melody Pichi Pichi Pitch"

## Logotipos
los logos del canal son los siguientes
- Datos: Q858789